# Christoph Alois Lautner

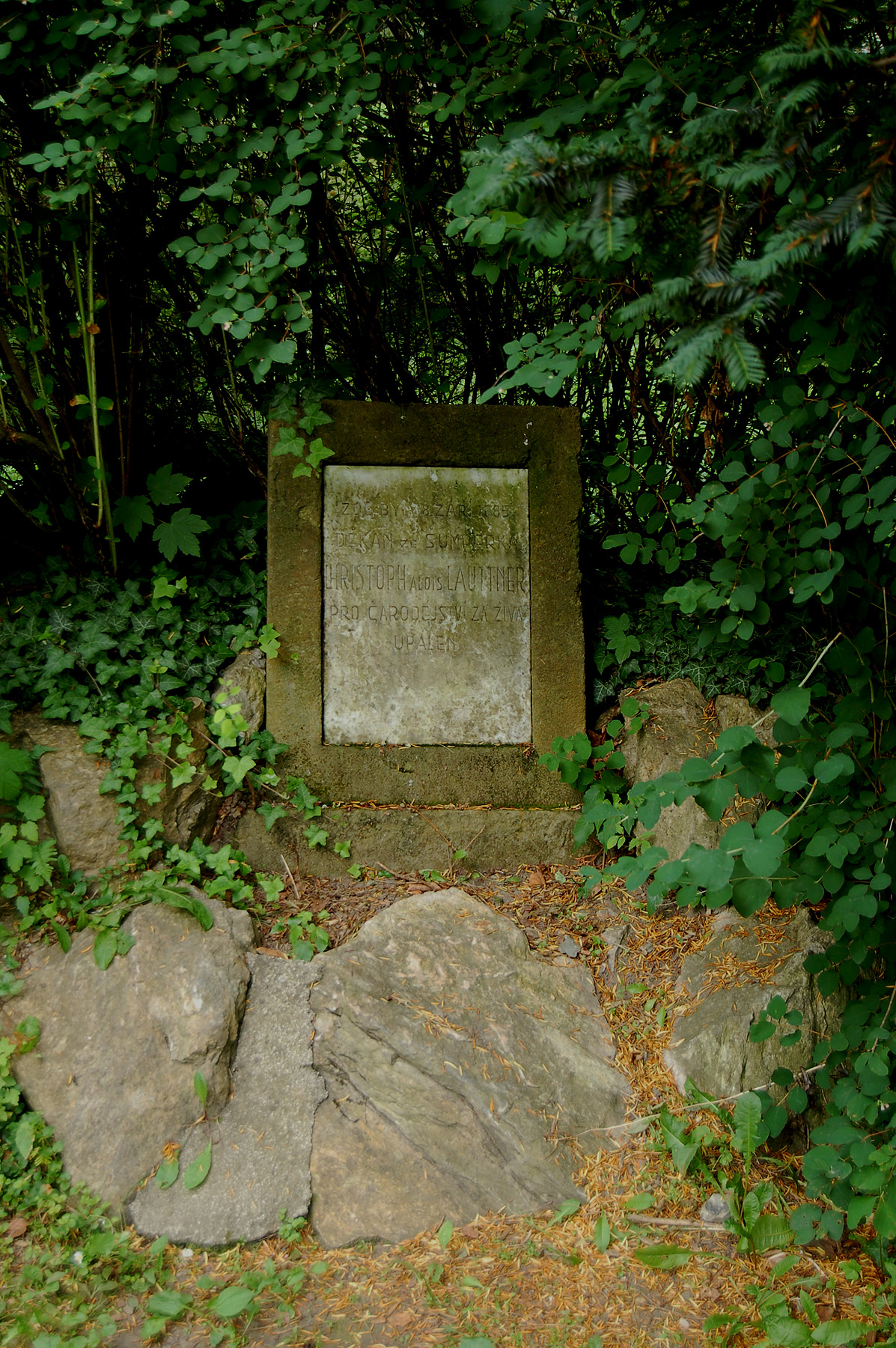
Mohelnice (Müglitz) – Gedenktafel für Dekan Lautner im Stadtpark auf dem Gelände der Hinrichtung

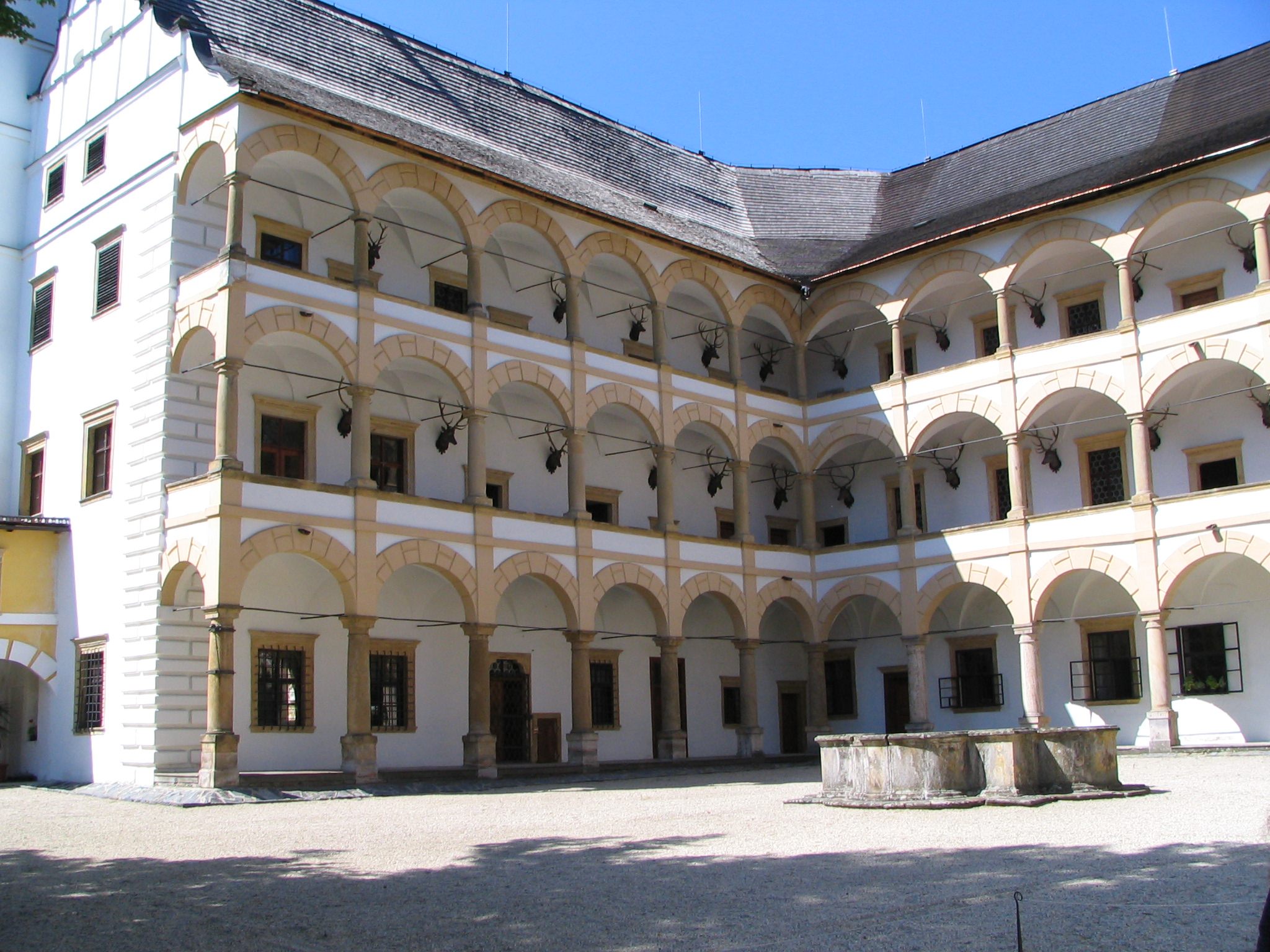
Schloss Velké Losiny (Groß Ullersdorf) – Schauplatz der Hexenprozesse

Christoph Alois Lautner (auch: Kryštof Lautner bzw. Lauthner) (* 1622 in Mährisch Schönberg; † 18. September 1685 in Müglitz) war von 1663 bis 1668 Pfarrer sowie Dechant in Hotzenplotz. Er wurde Opfer der Hexenprozesse.

## Leben
Seine Eltern hießen Zacharias und Dorothy Lautner. Wegen angeblicher Hexerei wurde Lautners Tante bei den Hexenprozessen im Fürstentum Neiße unter Graf Georg Maximilian von Hoditz hingerichtet.
Lautner studierte Theologie an der Universität Olmütz. Die Eroberung der Stadt durch die Schweden veranlasste ihn, Mähren zu verlassen. Er selber sagte dazu, dass „er ein Mensch des Friedens und der Schreibfeder und nicht des Schwertes wäre, er wolle keine Muskete tragen.“ In Landshut studierte er Moraltheologie, und in Wien wurde er zum Magister des Rechts und der Philosophie ernannt. Ferner war er in der Steiermark, wo Theologie und Naturwissenschaften zum Zentrum seines Interesses wurden. 1656 wurde er in Olmütz (tschechisch Olomouc) zum Priester geweiht, danach war er 1658–1663 Pfarrer in Nieder Mohrau, ferner in Hotzenplotz. 1668 nahm er die Einladung seines Freundes Kaspar Sattler nach Mährisch Schönberg an, wo er zum Dekan befördert wurde.
Lautner war ein gebildeter und beliebter Geistlicher, welcher viele Freunde unter den Bürgern gewann, und seine Pfarrgemeinde brachte ihm Respekt entgegen. Sein Wissen war für seine Zeit ungewöhnlich. Er interessierte sich für Astronomie, spielte Geige und sammelte Gemälde. In seiner Bibliothek befanden sich 337 Bücher, für seine Zeit eine beachtenswerte Sammlung. Er war Deutschmährer, in seiner Bibliothek befand sich jedoch mindestens ein tschechisches Buch, so dass er wahrscheinlich über Grundkenntnisse der tschechischen Sprache verfügte.

## Hexenprozesse von Groß Ullersdorf
Am Beginn der Hexenprozesse von Groß Ullersdorf wurde am Palmsonntag 1678 die Wermsdorfer Bettlerin Marina Schuch während des Kommunionsgottesdienstes in der St.-Laurentius-Kirche in Zöptau durch einen Ministranten beim Diebstahl von Hostien beobachtet. Der Bischof setzte ein kanonisches Inquisitionstribunal ein, zu dem als beisitzender Richter Heinrich Franz Boblig von Edelstadt berufen wurde. Bald nach Beginn der Hexenprozesse von Groß Ullersdorf wurde Lautner als angeblicher Hexer beschuldigt.
Lautner gehörte in Fragen der Rekatholisierung nicht zu den Radikalen, sondern war offenbar nachsichtig zu heimlichen Evangelischen. Damit machte er sich viele Feinde, besonders in höheren kirchlichen Kreisen, dem Kern der Gegenreformation. Daher konnte er nicht mit der Hilfe seiner Vorgesetzten rechnen.
Ende 1679 hatte das Inquisitionstribunal Maria Sattler verhaftet, Ehefrau des reichen Bürgers Kaspar Sattler, ein Färber und Freund Lautners. Am 1. Februar 1680 erhielt Inquisitionsrichter Boblig die Erlaubnis, diese Angeklagte der Folter zu unterwerfen. Angeblich sollte sie auch ihren Mann, ihre Tochter, Pfarrer Lautner und seine Wirtschafterin Susanna Voglick zum Teufelspakt verführt haben.
Trotz der Beschuldigungen war es nicht einfach, einen Geistlichen zu verhaften. Boblig wandte sich gemeinsam mit dem Hauptmann Kotulin an das Appellationsgericht in Prag. Schließlich überzeugten sie den Bischof Karl II. von Liechtenstein-Kastelkorn. Im August 1680 beriefen sie eine Untersuchungskommission ein, der unter anderen Elias-Isidor Schmidt, der persönliche Sekretär des Bischofs, angehörte. Mittlerweile hatte Boblig 30 Zeugenaussagen gegen Lautner gesammelt. Der Bischof erteilte die Erlaubnis, den Dekan zu verhaften. Es gab auch Anzeigen gegen weitere leitende Mitarbeiter der Olmützer Diözese, z. B. gegen den Pfarrer Babst aus Römerstadt. Aber in seinem Fall waren die „Beweise“ nicht so schlüssig, und Babst wurde nicht verhaftet.

## Gefängnis, Verhöre, Folter
Inquisitionsrichter Boblig fürchtete, dass eine Verhaftung des beliebten Pfarrers Lautner direkt in Mährisch Schönberg nicht hingenommen würde, und so wandte er eine List an. Am 18. August 1680 wurde Lautner von seinem Mitschüler und Freund Erzdechant J. V. Winkler zur Kirchweih nach Müglitz eingeladen. Dort wurde ihm der Brief des Bischofs übergeben. Sofort danach wurde er verhaftet. Auf Entscheidung des Olmützer Bischofs Karl II. von Liechtenstein-Kastelkorn wurde Lautner nach Mürau in die dortige Festung überführt. Im Juni 1683 wurde er nach Müglitz verlegt, wo man in der ehemaligen Schule für Lautner eine Gefängniszelle herrichtete, weil der Olmützer Bischof auf der Mürauer Festung wegen der Bedrohung durch die Türken Zuflucht genommen hatte.
Am 30. August 1680 begannen die Verhöre. Lautner wies alle Beschuldigungen zurück, wonach er in Teufels Namen getauft, getraut und beerdigt haben sollte. Lautner sagte: „Ich kann mein Gewissen nicht belasten.“ Die Verhältnisse im Kerker waren hart: im Sommer die Hitze, im Winter die Kälte. Er konnte sich nicht pflegen; das Gericht beabsichtigte offensichtlich, dass durch seine äußere Erscheinung Abscheu geweckt wurde.
 Inzwischen hatten Lautners Freunde aus den geistlichen Kreisen beschlossen, ihn zu retten. Sie glaubten nicht an seine Schuld und waren der Überzeugung, dass alle belastenden Geständnisse durch Folter erzwungen worden waren. Am 30. September 1680 machten sie eine Eingabe an das Bischöfliche Konsistoriat. Als der Inquisitionsrichter Boblig davon erfuhr, ging er sofort gegen die Unterzeichner zum Gegenangriff über. Beispielsweise bewirkte er die Versetzung des Pfarrers Thomas König aus Groß Ullersdorf.
Lautner musste weitere Verhöre und Konfrontationen mit Zeugen ertragen. Boblig hatte insgesamt 36 Zeugenaussagen gegen ihn zusammengetragen. Die zwei Hauptzeugen waren Maria Sattler und Susanna Voglick. Durch die zweite Stufe der Folter (Spanischer Stiefel) erzwang Boblig ein Geständnis der angeklagten Susanna Voglick. Die Zeugenaussagen lauteten alle gleich: Lautner hätte auf den Peterssteinen am Hexensabbat teilgenommen, Hochzeiten des Teufels durchgeführt, Hostien entweiht und Kinder im Namen des Satans getauft. Dekan Lautner bestritt alle Vorwürfe.
Im Protokoll der Konfrontation von Lautner mit Maria Sattler und Susanna Voglick vom 2. November 1682 heißt es: „Susanna Voglick hat öfter bitter geweint“. Als man sie nach dem Grund für ihre Tränen fragte, sagte sie: „aus Reue und Trauer über ihre Unehrlichkeit“. Aber sie wollte (aus Angst vor neuer Folter) bei ihren Aussagen bleiben. Wieder bekräftigte Lautner, dass er unschuldig sei und an keinem Tag seines Lebens durch Hexerei gesündigt hätte. Als Susanna Voglick abgeführt wurde, trat Dekan Lautner zu ihr, gab ihr die rechte Hand und sagte: „Gott verzeiht Dir, was Du gegen mich ausgesagt hast.“
Weil es nicht gelang, Lautners Widerstand „im Guten“ zu brechen, erwirkte das Inquisitionstribunal die Genehmigung, die Folter anzuwenden. Dekan Lautner überstand im März 1683 alle drei Grade der Tortur (Daumenschrauben, Spanische Stiefel, Folterbank) ohne Geständnis. Nach geltendem Recht hätte er entlassen werden müssen. Doch Inquisitionsrichter Boblig setzte die Untersuchung mit dem Hinweis fort, dass es sich um einen besonders gefährlichen Hexer handelte. Lautner verteidigte sich aktiv, attackierte Widersprüche in den Aussagen der Zeugen und schrieb einen Brief an den Ölmützer Bischof. Er erhielt jedoch keine Antwort. Er musste lange Verhöre und fürchterliche Torturen in der Folterkammer erleiden. Nach Anwendung der Streckbank, Gewichten und gleichzeitigen Verbrennungen mit Feuer brach Lautner am 28. Juni 1684 zusammen und unterzeichnete das Geständnis.
Danach dauerte es fast ein Jahr, bis der Bischof das Todesurteil unterschrieb. Erst im September 1685 wurde das Urteil gesprochen: Tod auf dem Scheiterhaufen. Lautner bat noch einmal vergeblich in einem Brief an den Bischof um ein milderes Urteil. Am Hinrichtungstag wurde Lautner in einer entwürdigenden Zeremonie seines priesterlichen Ranges enthoben. In der Kirche von Müglitz wurde er entweiht. Mit Ziegelsteinen schabte man ihm die Stellen blutig, an denen er die Salbung empfangen hatte. Schließlich trat ihn der Priester mit dem Fuß. Danach wurde er mit einer starken Eskorte auf einem Wagen zum Scheiterhaufen im heutigen Stadtpark gefahren und lebendig verbrannt. „Damit er leichter sterben könnte“, wurde ihm ein Beutel mit Schießpulver umgehängt, aber dieser führte nicht zu einem schnelleren Tod, sondern verursachte nur Verbrennungen. Schätzungsweise 20.000 Menschen aus der ganzen Gegend wohnten der Hinrichtung bei.

## Rehabilitation und Gedenken
- 1930 wurde in Šumperk am Ort der Verbrennung eine Gedenktafel für Christoph Alois Lautner enthüllt.
- Seit 1931 heißt in Mohelnice/Müglitz eine Straße Lautnerová.[5]
- An der Stelle, wo Christoph Alois Lautner verbrannt wurde, befindet sich eine Gedenkstätte sowie eine Gedenktafel im Haus der Hexen.[5]
- In Mírov/Mürau gibt es in dem burgnahen Park den Platz des gefangenen Pfarrers Lautner, wo sich ein Denkmal für die Opfer der Hexenverfolgung befindet.[5]
- Im Juni 2000 enthüllte in Šumperk/Mährisch Schönberg der Olmützer Erzbischof Jan Graubner für den Dekan Lautner eine Gedächtnistafel[6][5] und entschuldigte sich für den Schuldanteil der Kirche an den Prozessen.[7]